# نادر مطر
نادر مطر (12 مايو 1992 أبيدجان ساحل العاج - ) هو لاعب كرة قدم عربي لبناني مغربي، يلعب كلاعب وسط.
بدأ مطر مسيرته الكروية في عام 2008 في البرتغال، لعب لنادي سبورتينغ لشبونة بي وأويراس. وانتقل إلى إسبانيا في عام 2010، زلعب لفريق أتلتيكو مدريد وكانيلاس، قبل أن ينتقل إلى أشانتي كوتوكو الغاني في عام 2012. عاد إلى البرتغال في عام 2014، ولعب لمدة ستة أشهر في نادي بيرا مار. وقع مع ناديه اللبناني الأول في عام 2016، النجمة، وقد فاز بثلاثة كؤوس النخبة اللبناني وكأس السوبر اللبناني خلال إقامته التي استمرت أربع سنوات. في عام 2020، وانتقل إلى منافسيه الأنصار، مما ساعدهم على الفوز بلقب الدوري الأول منذ 14 عامًا في موسمه الأول. ثم انتقل لينضم إلى نادي معيذر القطري، قبل أن يعود إلى الأنصار في عام 2022.
ولد مطر في ساحل العاج لأب لبناني وأم مغربية، واختار أن يمثل لبنان دولياً. ظهر لأول مرة في مباراة ودية ضد العراق عام 2012، ولعب أيضًا في تصفيات كأس العالم 2014. وساعد منتخب لبنان في التأهل إلى كأس آسيا 2019، وجاء هدفه الأول في بطولة اتحاد غرب آسيا لكرة القدم 2019 ضد سوريا.

## النشأة
ولد مطر في أبيدجان بساحل العاج لأب لبناني وأم مغربية. نشأ في أنغولا ولعب لعدة أندية محلية.

## مهنة النادي

### وظيفة مبكرة
بعد اللعب على مستوى الشباب مع نادي ألكوركون في إسبانيا، في عام 2008، انتقل إلى البرتغال، ولعب لمدة عام مع نادي سبورتينغ لشبونة ب، وعام واحد مع نادي أويراس. عاد إلى إسبانيا في عام 2010، وانضم إلى أتلتيكو مدريد ج، قبل أن ينتقل إلى كانيلاس، الفريق الثالث لريال مدريد. وقع مع فريق الدوري الغاني الممتاز أشانتي كوتوكو في عام 2012، في عام 2014 عاد إلى البرتغال، في بيرا مار في الدوري البرتغالي، حيث أطلق سراحه بعد ستة أشهر.

#### النجمة
في 2 سبتمبر 2016، انتقل إلى نادي النجمة. وسجل هدفًا واحدًا في 17 مباراة بالدوري في موسم 2016–17، وساعد فريقه على الفوز بكأس السوبر اللبناني وكأس النخبة اللبناني. اختير ضمن فريق العام في الدوري اللبناني الممتاز. وفي موسم 2017–18، فاز بكأس النخبة اللبناني مرة أخرى. وجدد عقده لموسم إضافي في 28 مارس 2018. وفي الموسم التالي، 2018–19، سجل مطر ثلاثة أهداف في 20 مباراة، وساعد النادي على الفوز بكأس النخبة اللبناني للمرة الثالثة على التوالي. جدد عقده لمدة ثلاث سنوات أخرى في 21 مارس 2019. وفي 25 أكتوبر 2019، غرم من قبل إدارة نادي النجمة بسبب رمي طقمه على الأرض بعد استبداله أمام راسينغ بيروت في مباراة ودية. وفي 20 يناير 2020، فسخ عقده بالتراضي بعد خلافات مالية بين الطرفين.

#### الأنصار
انضم إلى منافسيه نادي الأنصار في 21 سبتمبر 2020. وفي موسم 2020–21، ساعدهم على الفوز بلقب الدوري الأول منذ عام 2007، والمركز الرابع عشر في الترتيب العام. وسجل هدفين وقدم ثلاث تمريرات حاسمة في 14 مباراة. كما ساعد الأنصار على الفوز بالثنائية، وسجل هدفًا من مسافة بعيدة في مرمى النجمة في نهائي كأس الاتحاد اللبناني 2020–21، والذي فاز به بركلات الترجيح.

#### معيذر
في 16 أغسطس 2021، انتقل مطر إلى نادي معيذر الذي يلعب في دوري الدرجة الثانية القطري في صفقة انتقال مجانية. ظهر لأول مرة في 15 سبتمبر أمام لوسيل.

##### العودة إلى الأنصار
في 17 يناير 2022، عاد إلى الأنصار في الدوري اللبناني الممتاز، ووقع عقدًا حتى نهاية موسم 2021–22.

## مهنة دولية

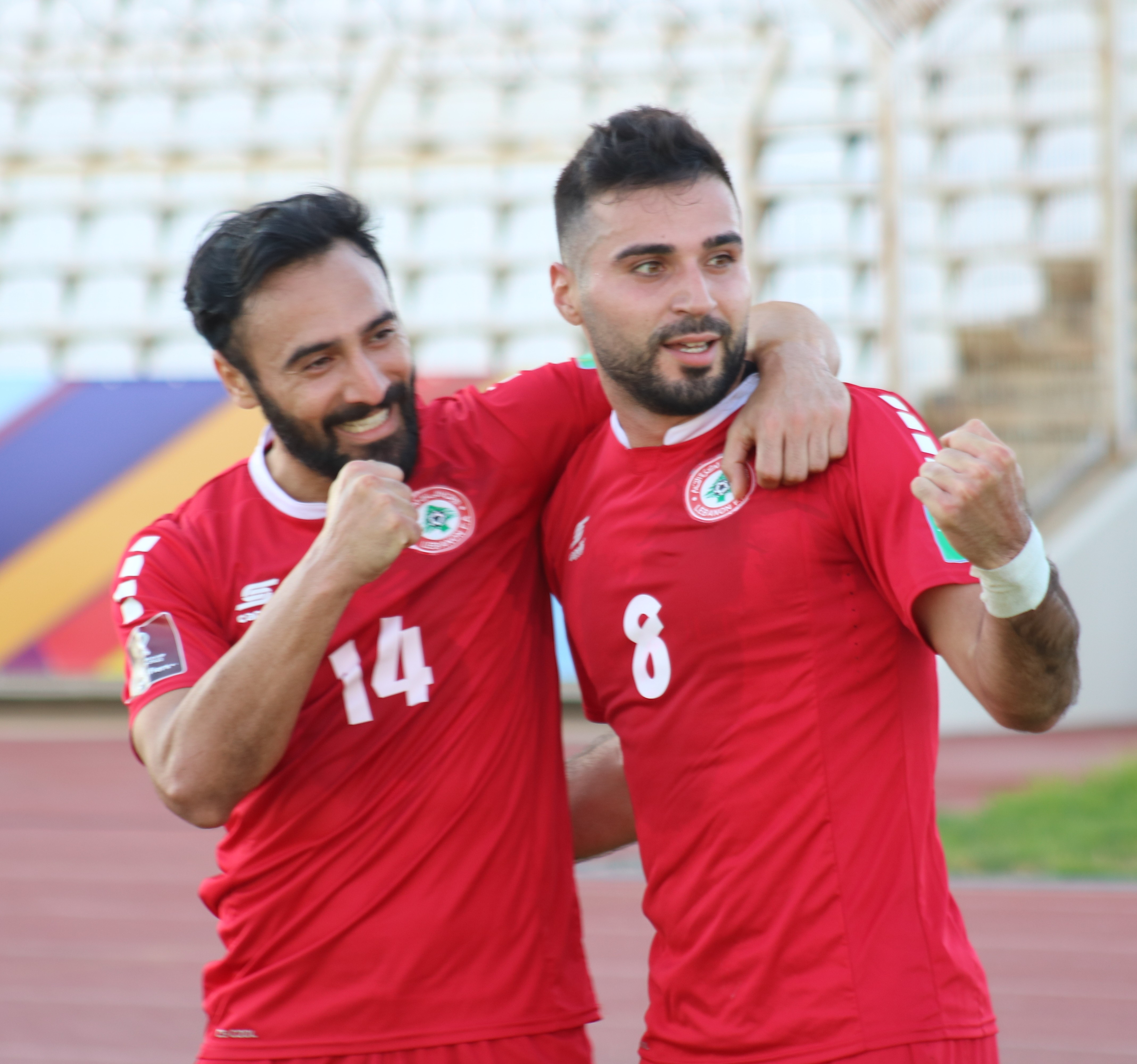
نادر مطر (يسار) يحتفل بهدف زميله سوني سعد (يمين) للبنان ضد إيران في عام 2021

ظهر لأول مرة مع لبنان ضد العراق في مباراة ودية يوم يناير 2012. اسندعي لتشكيلة كأس آسيا 2019، ولعب في جميع المباريات الثلاث في دور المجموعات. جاء الهدف الدولي الأول له في 2 أغسطس 2019، ضد سوريا في بطولة اتحاد غرب آسيا لكرة القدم 2019.

## معلومات شخصية
في 9 يناير 2021، تزوج من فتاة مغربية في مدينة الدار البيضاء بالمغرب.

## الإحصائيات المهنية

### دولية
آخر تحديث 1 يوليو 2023.
| الفريق الوطني | سنة     | الظهور | الأهداف |
| ------------- | ------- | ------ | ------- |
| لبنان         | 2012    | 8      | 0       |
| لبنان         | 2013    | 6      | 0       |
| لبنان         | 2014    | 0      | 0       |
| لبنان         | 2015    | 0      | 0       |
| لبنان         | 2016    | 0      | 0       |
| لبنان         | 2017    | 5      | 0       |
| لبنان         | 2018    | 6      | 0       |
| لبنان         | 2019    | 11     | 2       |
| لبنان         | 2020    | 1      | 0       |
| لبنان         | 2021    | 14     | 0       |
| لبنان         | 2022    | 4      | 0       |
| لبنان         | 2023    | 7      | 1       |
| المجموع       | المجموع | 62     | 3       |

| # | تاريخ          | مكان                                         | الخصم      | الأهداف | نتيجة | مسابقة                               |
| - | -------------- | -------------------------------------------- | ---------- | ------- | ----- | ------------------------------------ |
| 1 | 2 أغسطس 2019   | مدينة كربلاء الرياضية، كربلاء، العراق        | سوريا      | 1-1     | 2-1   | بطولة اتحاد غرب آسيا لكرة القدم 2019 |
| 2 | 10 أكتوبر 2019 | ملعب مدينة كميل شمعون الرياضية، بيروت، لبنان | تركمانستان | 2-1     | 2-1   | تصفيات كأس العالم 2022               |
| 3 | 9 يونيو 2023   | ملعب كالينجا، بوبانسوار، الهند               | فانواتو    | 1–0     | 3-1   | كأس الانتركونتيننتال 2023            |

## الانجازات

### اشانتي كوتوكو
- الدوري الغاني الممتاز: 2011–12، 2012–13، 2013–14
- كأس الاتحاد الغاني: 2014
- كأس السوبر الغاني: 2012، 2013

### النجمة
- كأس السوبر اللبناني: 2016
- كأس النخبة اللبنانية: 2016، 2017، 2018.

### الأنصار
- الدوري اللبناني الممتاز: 2020–21
- كأس الاتحاد اللبناني: 2020–21؛ الوصيف: 2021–22
- وصيف كأس النخبة اللبناني: 2022

### فردي
فريق الموسم في الدوري اللبناني الممتاز: 2016–17.

## روابط خارجية
- نادر مطر على موقع قاعدة بيانات كرة القدم.إي يو (الإنجليزية)
- نادر مطر على موقع ناشيونال فوتبول تيمز (الإنجليزية)
- نادر مطر على موقع Soccerway.com (الإنجليزية)
- نادر مطر على موقع كووورة